# Dijeljenje
U matematici, posebice osnovnoj aritmetici, dijeljenje(÷) je aritmetička operacija.
Točnije, ako je c puta b jednako a:
{\displaystyle c\times b=a\,}
gdje b nije nula, tada je a podjeljeno s b jednako c:
{\displaystyle a\div b=c}
Primjerice, 
{\displaystyle 6\div 3=2}
jer je
{\displaystyle 2\times 3=6\,}.
U izrazu gore, a se naziva djeljenikom, b djeliteljem, a c količnikom.
Učenje dijeljenja inače vodi prema konceptu razlomaka. Za razliku od zbrajanja, oduzimanja i množenja skup svih cijelih brojeva nije zatvoren u dijeljenju. Dijeljenjem dva cijela broja, može doći do ostatka u rezultatu. Da bi se završilo dijeljenje ostatka skup brojeva se proširuje da budu uključeni razlomci ili racionalni brojevi, kako se češće zovu.

## Zapis
Dijeljenje se često prikazuje stavljanjem djeljenika iznad djelitelja te između njih dolazi razlomačka crta. Djeljenik i djelitelj se tada nazivaju brojnikom i nazivnikom. Npr. a podjeljeno s b se piše:
{\displaystyle {\frac {a}{b}}}
Dijeljenje se može prikazati i s kosom crtom između djeljenika i djelitelja:
{\displaystyle a/b\,}
Najčešći način prikazivanja dijeljenja u Hrvatskoj je korištenje dvotočja između djeljenika i djelitelja:
{\displaystyle a:b}

## Dijeljenje cijelih brojeva
Dijeljenje cijelih brojeva nije zatvoreno. Razlika brojeva neće biti cijeli broj ako djeljenik nije višekratnik djelitelja; na primjer 26 se ne može podijeliti s 10 i dati cijeli broj kao količnik. U tom slučaju postoji četiri pristupa:
1. Recimo da se 26 ne može podijeliti s 10; dijeljenje postaje djelomična funkcija.
2. Zapisivanje količnika kao decimalni razlomak ili mješoviti broj, dakle {\displaystyle {\tfrac {26}{10}}=2.6} ili {\displaystyle {\tfrac {26}{10}}=2{\tfrac {3}{5}}.} Ovo je najčešći pristup u matematici.
3. Zapisati rješenje kao razliku i ostatak, dakle {\displaystyle {\tfrac {26}{10}}=2{\mbox{ i ostatak }}6.}
4. Zapisati razliku kao cijeli broj (približni broj), dakle {\displaystyle {\tfrac {26}{10}}=2.}

Pravila dijeljenja mogu pomoći pri brzom određivanju da li se jedan cijeli broj može podijeliti u drugi cijeli broj.